# Piotrowicze Chomskie
Piotrowicze Chomskie – dawna kolonia. Tereny na których leżała, znajdują się obecnie na Białorusi, w obwodzie witebskim, w rejonie postawskim, w sielsowiecie Wołki.

## Historia
W czasach zaborów w granicach Imperium Rosyjskiego.
W dwudziestoleciu międzywojennym folwark a następnie kolonia leżała w Polsce, w województwie wileńskim, w powiecie duniłowickim (od 1926 postawskim), w gminie Duniłowicze, a następnie w gminie Norzyca.
Według Powszechnego Spisu Ludności z 1921 roku zamieszkiwało tu 12 osób, 7 było wyznania rzymskokatolickiego a 5 prawosławnego. Jednocześnie 6 mieszkańców zadeklarowało polską przynależność narodową a 6 białoruską. Był tu 1 budynek mieszkalny. W 1931 w 3 domach zamieszkiwało 20 osób.
Miejscowość należała do parafii rzymskokatolickiej i prawosławnej w Duniłowiczach. Podlegała pod Sąd Grodzki w Duniłowiczach i Okręgowy w Wilnie; właściwy urząd pocztowy mieścił się w Duniłowiczach.
W 1938 roku miejscowość należała do gromady Darewo gminy Norzyca.